# Kinji00
 (août 2025).
La mise en forme du texte ne suit pas les recommandations de Wikipédia : il faut le « wikifier ».
Les points d'amélioration suivants sont les cas les plus fréquents. Le détail des points à revoir est peut-être précisé sur la page de discussion.
- Les titres sont pré-formatés par le logiciel. Ils ne sont ni en capitales, ni en gras.
- Le texte ne doit pas être écrit en capitales (les noms de famille non plus), ni en gras, ni en italique, ni en « petit »…
- Le gras n'est utilisé que pour surligner le titre de l'article dans l'introduction, une seule fois.
- L'italique est rarement utilisé : mots en langue étrangère, titres d'œuvres, noms de bateaux, etc.
- Les citations ne sont pas en italique mais en corps de texte normal. Elles sont entourées par des guillemets français : « et ».
- Les listes à puces sont à éviter, des paragraphes rédigés étant largement préférés. Les tableaux sont à réserver à la présentation de données structurées (résultats, etc.).
- Les appels de note de bas de page (petits chiffres en exposant, introduits par l'outil «  Source ») sont à placer entre la fin de phrase et le point final[comme ça].
- Les liens internes (vers d'autres articles de Wikipédia) sont à choisir avec parcimonie. Créez des liens vers des articles approfondissant le sujet. Les termes génériques sans rapport avec le sujet sont à éviter, ainsi que les répétitions de liens vers un même terme.
- Les liens externes sont à placer uniquement dans une section « Liens externes », à la fin de l'article. Ces liens sont à choisir avec parcimonie suivant les règles définies. Si un lien sert de source à l'article, son insertion dans le texte est à faire par les notes de bas de page.
- La présentation des références doit suivre les conventions bibliographiques. Il est recommandé d'utiliser les modèles {{Ouvrage}}, {{Chapitre}}, {{Article}}, {{Lien web}} et/ou {{Bibliographie}}. Le mode d'édition visuel peut mettre en forme automatiquement les références.
- Insérer une infobox (cadre d'informations à droite) n'est pas obligatoire pour parachever la mise en page.

Pour une aide détaillée, merci de consulter Aide:Wikification.
Si vous pensez que ces points ont été résolus, vous pouvez retirer ce bandeau et améliorer la mise en forme d'un autre article.
 (août 2025).
Kinji00 (prononcé simplement « Kinji »), de son vrai nom Miguel Monteiro-Beauchamp, est un rappeur québécois né à Porto, au Portugal, et élevé à Gatineau, au Québec. Il est devenu une figure notable du rap souverainiste québécois, particulièrement populaire parmi la génération Z.

## Biographie
Kinji00 a commencé sa carrière musicale en 2024, en collaboration avec son frère aîné, Leonardo Monteiro-Beauchamp, connu sous le nom de lb66. Ensemble, ils forment un duo de rap où lb66 s'occupe principalement de la production des beats. Leur première chanson, « Cinéma », a rapidement gagné en popularité sur TikTok, accumulant des milliers de vues peu après sa sortie en avril 2024.
Leur percée a été soutenue par des personnalités influentes sur les réseaux sociaux, comme le YouTubeur Mounir Kaddouri, également connu sous le nom de « Maire de Laval ». Grâce à cette visibilité, Kinji00 et lb66 ont pu publier plusieurs morceaux qui ont récolté des centaines de milliers d'écoutes sur des plateformes comme Spotify et TikTok.

## Carrière musicale
Kinji00 se distingue par son style unique, mêlant des références historiques, un mélange de français et d'anglais typique de Gatineau, et un humour propre à sa génération. Leur première mixtape, intitulée « À la prochaine fois », est sortie le 24 juin 2025 et comprend dix morceaux qui explorent divers aspects de leur vision artistique et politique.
Parmi leurs morceaux les plus populaires, on trouve « Fleur de lys », qui a accumulé près de 175 000 vues sur TikTok. Ce morceau, comme beaucoup d'autres, reflète leur engagement envers la souveraineté du Québec, un thème central dans leur musique.

## Discographie

### Mixtapes
- « À la prochaine fois » (2025)

### Singles notables
- « Cinéma » (2024)
- « Fleur de lys » (2024)